# 1997年9月逝世人物列表
1997年逝世人物列表：1月 - 2月 - 3月 - 4月 - 5月 - 6月 - 7月 - 8月 - 9月 - 10月 - 11月 - 12月
1997年9月逝世人物列表，是用於匯總1997年9月期間逝世人物的列表。

## 依日期排序

### 1日
- 鮑里斯·巴林斯基，91歲，烏克蘭及南非生物學家、胚胎學家及昆蟲學家
- 戈登·布萊克，87歲，美國空軍中將[1]
- 哈里特·布朗，65歲，美國踢踏舞演員及編舞家[2]
- 齐博尔·佐尔坦，68歲，匈牙利男子足球運動員[3]
- 約瑟夫·阿貝爾·弗朗西斯，73歲，美國天主教主教
- 雷達爾·奧爾森，86歲，挪威足球運動員[4]

### 2日
- 喬治·艾倫，85歲，美國欖球運動員和教練
- 魯道夫·賓，95歲，奧地利出生的歌劇經理，患有阿爾茨海默病。[5]
- 维克多·弗兰克，92歲，奧地利神經學家和精神病學家[6]
- 華納·科伊特，83歲，荷蘭機械工程師和教授[7]
- 約瑟夫·托馬斯·奧基夫，78歲，美國羅馬天主教會主教，死於心力衰竭。
- 傑克曼·里克霍夫，82歲，波多黎各政治家
- 瑪麗·西爾斯，92歲，美國海洋學家[8]

### 3日
- 陳瑞鈿，83歲，美國飛行員
- 哈羅德·G·迪克，90歲，美國機械工程師[9]
- 哈爾·古德曼，82歲，美國製片人和編劇
- 漢斯·尼克勞斯，83歲，德國籃球運動員[10]
- 恩斯特·C·斯蒂費爾，89歲，德裔美國法學家[11]

### 4日
- 哈立德·阿卜杜勒·瓦哈布，86歲，突尼斯猶太人救助者
- 查克·阿諾德，71歲，美國賽車手
- 杰弗里·伯納德，65歲，英國記者
- 達蘭維爾·婆羅提，70歲，印度詩人、作家及劇作家，死於心臟病。[12]
- 皮埃爾·夏特內，80歲，法國政治家[13]
- 納特科·德夫西奇，83歲，克羅地亞作曲家[14]
- 漢斯·艾森克，81歲，德裔英國心理學家，死於腦癌。[15]
- 阿尔弗雷德·卡武津斯基，44歲，波蘭男子手球運動員[16]
- 伊萬·奈諾夫，95歲，保加利亞畫家[17]
- 簡·奧普曼，58歲，美國賽車手
- 弗洛倫斯·恩格爾·蘭德爾，79歲，美國作家[18]
- 阿尔多·罗西，66歲，意大利建築師和設計師，死於車禍。[19]
- 貝爾·斯圖爾特，91歲，蘇格蘭傳統歌手[20]

### 5日
- 米爾德里德·戴恩，85歲，美國編劇[21]
- 安·鄧尼根，87歲，美國女演員和教師[22]
- 萊昂·埃德爾，89歲，美國文學評論家及傳記作家[23]
- 波利·拉達-莫卡爾斯基，94歲，美國善本學者、教育家和裝訂商
- 曼努埃爾·馬丁，79歲，美國男子足球運動員和教練[24]
- 安德烈·普雷恩·納吉，76歲，羅馬尼亞-匈牙利足球運動員和教練
- 艾迪·蕾托·史基，71歲，美國原住民演員，死於肺癌。
- 乔治·索尔蒂，84歲，英籍匈裔指揮家，死於心臟病發作。[25]
- 加爾各答德肋撒修女，87歲，阿爾巴尼亞傳教士和人道主義者，死於心力衰竭。[26]

### 6日
- 萨尔瓦多·阿提加斯，84歲，西班牙男子足球運動員及教練
- 愛德華·赫斯特，80歲，美國海軍陸戰隊軍官
- 小羅伊·赫斯基，40歲，美國立式貝斯手，死於肺癌。
- P.H.紐比，79歲，英國小說家[27]
- H.W.L.彭佳，印度聖人，死於肺炎。[28]
- 雷菲克·雷斯米亞，66歲，阿爾巴尼亞足球運動員
- 讓-皮埃爾·蘇德，75歲，法國攝影師[29]
- 烏格列沙·烏澤拉克，59歲，波斯尼亞政治家及外交官

### 7日
- 阿卜杜拉·塔里基，78歲，沙特政治家，死於心臟病發作。
- 穆庫爾·阿南德，45歲，印度電影導演及製片人，死於心臟病發作。
- 埃德溫·布洛克，69歲，英國詩人[30]
- 伊莉莎白·布魯克斯，46歲，加拿大女演員，死於腦癌。
- 康妮·克勞森，74歲，美國女演員、作家和文學經紀人。[31]
- 小喬治·克羅基特，88歲，非洲裔美國律師、法學家和國會議員[32]
- 赫克托·埃斯皮諾，58歲，墨西哥棒球運動員和教練。[33]
- 馬克·霍爾茨，51歲，美國體育節目主持人，死於白血病。
- 埃德加·卡普蘭，72歲，美國橋牌運動員，死於癌症。[34]
- 蒙博托·塞塞·塞科，66歲，剛果政治家，薩伊總統，死於前列腺癌。[35]
- 比爾·斯特蘭尼根，78歲，美國籃球教練[36]
- 布萊恩·惠特克，40歲，蘇格蘭足球運動員。[37]

### 8日
- 玛丽·贝德福德，90歲，南非自由泳運動員。
- 勒內·比赫爾，81歲，法國足球運動員。
- 于占元，92歲，中國戲曲演唱家、演員，心臟病發作而死。
- 薩巴蒂諾·莫斯卡蒂，74歲，義大利考古學家和語言學家。[38]
- 海倫·肖，100歲，美國女演員。
- 弗拉基米爾·索默，76歲，捷克作曲家。[39]
- 德里克·泰勒，65歲，英國記者、作家和唱片製作人，喉癌而死。[40]

### 9日
- 里奇·阿什本，70歲，美國棒球運動員（費城費城人隊），MLB名人堂成員，心臟病發作而死。[41]
- 罗兰·乔治，92歲，英國賽艇運動員[42]
- 約翰·哈克特，86歲，澳大利亞出生的英國陸軍將軍和畫家。[43]
- 普雷德拉格·拉科維奇，68歲，南斯拉夫/塞爾維亞演員。
- 布吉斯·梅迪斯，89歲，美國演員，黑色素瘤而死。[44]

### 10日
- 薩蒂什·錢德拉·阿加瓦爾，印度政治家。
- 亞伯拉罕·阿卡卡，80歲，美國神職人員。[45]
- 理查·勃蘭特，86歲，美國哲學家。[46]
- 雅克·勒蓋爾尼，90歲，法國作曲家。[47]
- 喬治·舍費爾，76歲，美國電視和戲劇導演。[48]
- 弗里茨·馮·埃理希，68歲，美國職業摔跤手，死於癌症。[49]

### 11日
- 費爾南多·阿亞拉，77歲，阿根廷電影導演、編劇和製片人。[50]
- 卡米爾·亨利，64歲，加拿大冰球運動員。
- 伊利亞·基爾切夫，64歲，保加利亞足球運動員。[51]
- 馬特里卡·普拉薩德·柯伊拉臘，85歲，尼泊爾總理。
- 雨果·B·瑪律加因，84歲，墨西哥經濟學家、政治家和外交官。
- 阿納托利·波洛辛，62歲，俄羅斯足球教練。
- 瑪格麗特·斯克里夫納，75歲，加拿大政治家
- 謝夫代特·沙奇里，74歲，阿爾巴尼亞足球運動員和教練。
- 漢娜·韋納，68歲，美國詩人。[52]

### 12日
- 斯蒂格·安德森，66歲，瑞典音樂經理和出版商，心臟病發作而死。[53]
- 萊斯利·布朗，77歲，美國海軍陸戰隊飛行員。
- 艾爾莎·德·喬治，82歲，義大利女演員和作家。[54]
- 倫納德·馬奎爾，73歲，蘇格蘭演員。
- 裘蒂思·梅里爾，74歲，美籍加拿大科幻作家。[55]
- 埃迪·奧圖爾，76歲，美國長跑運動員，心臟病發作而死。[56]
- 海爾希·志林，72歲，烏克蘭賽艇運動員[57]

### 13日
- 安賈安，67歲，印度作詞人。
- 保羅·布萊希勒，86歲，美國體育總監[58]
- 羅傑·埃格伯格，94歲，美國醫學教育家和行政人員。
- 羅傑·弗雷，84歲，法國政治家。[59]
- 喬治·蓋塔里，82歲，法國歌手，舞蹈家和演員，死於心臟病發作。[60]
- 考科·赫洛維塔，72歲，芬蘭電影演員。
- 喬治斯·米齊博納斯，34歲，希臘足球運動員，死於交通事故。
- 瑪戈·羅斯，94歲，美國木偶師。[61]
- 唐納德·舍恩，66歲，美國哲學家，城市規劃教授。
- 維克多·塞貝赫利，76歲，匈牙利裔美國物理學家。[62]
- 邁拉·坦納·魏斯，80歲，美國托洛茨基主義政治家。

### 14日
- 巴斯里·迪里姆利利，68歲，土耳其足球運動員。[63]
- 安德魯·方丹，78歲，英國極右翼活動家。[64]
- 沃倫·霍利斯特，66歲，美國作家和歷史學家。[65]
- 克萊德·詹森，80歲，美式橄欖球運動員。[66]
- 多納托·皮亞扎，67歲，義大利自行車賽車手。[67]

### 15日
- 亞歷山大·阿霍拉-瓦洛，97歲，芬蘭藝術家和建築師。
- 安吉爾·巴列夫斯基，87歲，保加利亞發明家和工程師。[68]
- 鬥牛犬布勞爾，63歲，美國職業摔跤手，死於髖關節手術併發症。
- 埃德娜·梅·哈裡斯，82歲，美國女演員和歌手，死於心臟病發作。[69]
- 湯瑪斯·帕姆利，99歲，美國物理學家[70]
- 休伯特·佩特施尼格，83歲，奧地利建築師。
- 格特魯德·皮辛格，93歲，德國女低音[71]

### 16日
- 特倫斯·庫珀，64歲，英國電影演員。[72]
- 詹姆斯·米爾頓·漢姆，76歲，加拿大工程師和大學官員。
- 海倫·傑普森，92歲，美國抒情女高音。[73]
- 威廉·奧蒂斯，83歲，美國記者，死於阿爾茨海默病。[74]
- 格裡·特平，72歲，英國電影攝影師。
- 何塞·瓦萊，77歲，阿根廷足球運動員和教練。

### 17日
- 本傑明·阿特金斯，29歲，美國連環殺手和強姦犯，死於愛滋病相關併發症。
- 安東尼·弗蘭奇尼，99歲，美國吉他手。[75]
- 納爾遜·G·格羅斯，65歲，美國政治家，死於被謀殺。[76]
- 布萊恩·霍爾，59歲，英國演員，死於癌症。
- 哈裡·賈戈，84歲，澳大利亞政治家。
- 米娜，56歲，印度女演員。
- 特雷弗·雷德蒙德，70歲，紐西蘭賽車手[77]
- 雷德·斯克尔顿，84歲，美國喜劇演員，死於肺炎。[78]
- 扬·叙瑟，66歲，挪威首相，死於腦溢血。

### 18日
- 費爾南德·法約勒，93歲，法國自行車賽車手[79]
- 派特裡夏·拉林，49歲，美國反角色扮演遊戲活動家，死於肺癌。[80]
- 沃波拉·拉胡拉·塞羅，90歲，斯裡蘭卡佛教僧侶、學者和作家。
- 耶胡達·沙阿裡，77歲，以色列政治家。
- 加內什·曼·辛格，81歲，尼泊爾政治家。
- 多田正剛，75歲，日本正剛館創始人。
- 吉米·威瑟斯彭，77歲，美國藍調歌手，死於癌症。[81]

### 19日
- 約瑟夫·比耶拉夫斯基，87歲，波蘭阿拉伯主義者和伊斯蘭教學者[82]
- 比爾·巴特蘭，79歲，美國棒球投手[83]
- 摩西·加羅布，55歲，納米比亞政治家
- 凱西·基頓，58歲，美國編輯和出版商，死於手術併發症。[84]
- 傑克·梅，75歲，英國演員。
- 裡奇·穆林斯，41歲，美國基督教音樂家，死於車禍。[85]
- 安巴爾·羅伊，52歲，印度板球運動員。

### 20日
- 馬特·克裡斯托弗，80歲，美國兒童作家。[86]
- 佛吉尼亞·德阿爾伯特-萊克，87歲，二戰期間美國法國抵抗運動特工[87]
- 庫爾特·格洛爾，54歲，瑞士電影導演、編劇和製片人[88]
- 阿諾普·庫瑪律，71歲，印度電影演員。
- 尼克·特雷納，19歲，美國朋克樂隊歌手，自殺身亡。

### 21日
- 胡安·布爾格尼奧，74歲，烏拉圭足球運動員。
- 特庫·穆罕默德·哈桑，91歲，印尼政治家。
- 詹妮弗·霍爾特，76歲，美國女演員[89]
- 莫裡斯·考夫曼，70歲，英國演員[90]

### 22日
- 比阿特麗斯·艾奇森，89歲，美國數學家、統計學家和經濟學家。
- 德奧林多·比特爾，75歲，阿根廷政治家。
- 威廉·克雷格，68歲，美國作家和歷史學家。[91]
- 羅伯特·休瑟，73歲，美國空軍上將。
- 卡爾·庫夫曼，77歲，美國動物學家。[92]
- 間部學，73歲，日裔巴西畫家，死於糖尿病。
- 皮埃爾·佩蒂特，77歲，法國電影攝影師。
- 露絲·皮卡迪，33歲，英國記者和編輯，死於乳腺癌。
- 埃迪·索耶，87歲，美國職業棒球大聯盟球探。[93]
- 第一代托尼潘迪子爵喬治·湯瑪斯，88歲，英國政治家。[94]
- 蔣緯國，80歲，中華民國國家安全委員會秘書長（1986-1993），死於糖尿病。
- 橫井庄一，82歲，日本軍人[95]

### 23日
- 達科·布拉蒂娜，55歲，義大利社會學家，電影理論家和政治家，心臟病發作而死。
- 多爾夫·布勞威爾斯，85歲，荷蘭喜劇演員、歌手和電視演員。
- 雪麗·克拉克，77歲，美國電影製片人[96]
- 迪克·弗拉納根，69歲，美國橄欖球運動員。[97]
- 阿部紀伯倫，72歲，美國橄欖球運動員和教練[98]
- Cary Lu，51歲，美國科學作家[99]
- Doug Million，21歲，美國棒球運動員[100]
- 喬納斯·皮皮尼，61歲，立陶宛田徑運動員、滑雪運動員和奧運選手[101]
- 雷·波奇，56歲，美國橄欖球運動員。[102]
- 卢胜，85歲，中國軍官。
- J.D.托坦，75歲，印度馬拉雅拉姆語電影導演。
- 佩德羅·德·卡斯特羅·范杜內姆，55歲，安哥拉政治家。[103]
- 托格尼·威克曼，86歲，瑞典編劇和電影導演。

### 24日
- 安東·凱勒，49歲，德國冰球守門員，死於癌症。
- 威廉·麥莉，99歲，美國陸軍軍官和教授。[104]
- 阿爾比·莫裡森，88歲，澳大利亞足球運動員和教練。
- 顏水龍，94歲，台灣畫家、雕塑家
- 賈伊·帕爾·辛格，67歲，印度醫生和教育家。
- 雷米·瓦格納，75歲，盧森堡足球運動員。[105]
- 歐內斯特·威爾，84歲，法國考古學家和教授[106]

### 25日
- 約翰·艾亨，86歲，愛爾蘭羅馬天主教主教。
- 海倫·拜拉貢，81歲，加拿大歌手、演員和民俗學家。[107]
- 保羅·伯納德，68歲，英國電視導演和製作設計師。
- 吉列爾莫·迪亞斯，66歲，智利足球運動員。
- 讓·法蘭塞克斯，85歲，法國音樂家和作曲家。[108]
- 胡安·何塞·加麥斯，58歲，哥斯大黎加足球運動員和教練
- 吉姆·凱米，61歲，愛爾蘭政治家。[109]
- 維克多·利普斯尼斯，63歲，蘇聯鉛球運動員和奧運選手[110]
- 乔治·麦克唐纳，90歲，加拿大賽艇運動員和奧運選手。[111]
- 埃貢·澤費爾納，85歲，奧地利律師和歌劇導演。
- 卡米爾·亞辛，87歲，蘇聯和烏茲別克詩人和編劇[112]

### 26日
- 尼克·卡特，95歲，美國田徑運動員、教練和官員[113]
- 伍迪·英吉利，91歲，美國棒球運動員[114]
- 理查·傑弗里·傑拉德，92歲，紐西蘭政治家和內閣部長。
- 多蘿西·金斯利，87歲，美國編劇[115]
- 埃貢·謝貝，88歲，德國航空工程師。
- 約翰·舒貝克，61歲，美國電視記者和主播[116]
- 撒母耳·W·泰勒，90歲，美國小說家、編劇和歷史學家[117]
- 彼得·佐索爾多斯，67歲，匈牙利科幻小說作家。

### 27日
- 亞歷克斯·科尼科夫斯基，69歲，美國棒球運動員[118]
- 艾倫·麥克雷，95歲，美國基督教神學家。
- 瑪格特·馬勒，52歲，德國女演員[119]
- 雅克·默坎頓，87歲，法國電影攝影師。
- 曼達利·文卡塔·克里希納·拉奧，71歲，印度政治家。
- 沃爾特·特拉姆普勒，82歲，美國小提琴家[120]

### 28日
- 穆尼爾·巴希爾，66-67歲，伊拉克音樂家[121]
- 弗蘭克·達戈斯蒂諾，63歲，美國橄欖球運動員[122]
- 大衛·吉爾，69歲，英國電影歷史學家，保護主義者和紀錄片製作人[123]
- 何凤山，96歲，中國外交官。
- 君特·莫爾，88歲，德國魚類學家和動物標本剝制師。
- 拉格·桑伯格，92歲，瑞典空軍軍官。[124]
- 埃爾弗里德·維，75歲，德國自行車運動員。[125]

### 29日
- 威廉·戈達德，84歲，美國工程師和發明家。
- 罗伊·利希滕斯坦，73歲，美國流行藝術家[126]
- 伊迪絲·巴林格·普萊斯，100歲，美國兒童作家和插畫家。[127]
- 弗里茨·舍爾，71歲，瑞士自行車運動員。[128]
- 沃洛德米爾·斯特紐克，90歲，烏克蘭希臘天主教大主教
- 亞倫·懷納，58歲，美國信息理論家[129]

### 30日
- 阿爾“爵士”柯林斯，78歲，美國唱片騎師和音樂家[130]
- 藤田信雄，二戰期間的日本飛行員和準尉[131]
- 皮埃爾·格蘭奇，49歲，法裔加拿大雕塑家，死於肺癌。
- 愛德華·凱塞爾，93歲，美國生物學家[132]
- 格雷姆·麥克唐納，67歲，英國電視製片人兼高管[133]
- 唐·馬丁，77歲，美國籃球運動員。[134]
- 恩斯特·范·希爾登，81歲，南非詩人。[135]